# 변태천사
《변태천사》는 변천이 창작한 만화이다. 작가가 자신의 블로그에 올린 4컷 만화가 호응을 얻어 2006년 3월부터 8월까지 코믹플러스에 연재되었다. 단행본은 절대교감에서 올컬러로 2007년 10월 10일에 출간되었다. 19세 미만 구독 불가이다. 부제는 모두 노래 제목에서 따왔다.

## 줄거리
대학 신입생 변천은 한 남자와 우연히 자주 마주친다. 알고 보니 그 남자는 변천의 과 선배 윤대혁이었다. 변천은 윤대혁과 술을 마시고 어쩔 수 없이 술에 취한 대혁을 모텔로 데리고 간다. 모텔에서 대혁은 술에 취한 척하며 천에게 오럴 섹스를 시키고 깨어나서는 시치미를 뗀다. 한편 대혁은 천의 기숙사 룸메이트인 박찬우에게도 접근해 자위를 핑계로 찬우와 섹스를 한다. 이후 찬우는 게이가 아니라고 하면서도 남자와의 섹스에 흥미를 느낀다.
대혁에게 상처받은 천은 동창인 지영과 사귀어 보지만 별다른 감정을 느끼는 못한다. 어느 날 천은 막차를 놓치고 밤을 지내기 위해 DVD방에 들른다. 하지만 그 곳은 평범한 DVD방에 아니라 게이들이 만나 섹스를 하는 곳이었다. 아무것도 모르고 영화를 보던 천은 게이들에게 강간당할 뻔하지만 마침 그곳에 있던 박훈에게 구출된다.

## 등장 인물
주인공. 대학에 입학한 신입생이다. 성적 지향에 대해 별달리 의식하지 않고 지내왔지만 윤대혁과 만나고 인생이 바뀐다. 대혁과 어떨결에 오럴 섹스를 한 후 성지향성에 대해 고민하게 된다. 대혁을 잊어보려 동창 지영과도 사귀어 보지만 자신을 구해준 박훈과 섹스를 하고 자신의 성정체성을 인정한다.
- 윤태혁

대외적으로는 모 공사에서 근무하는 셀러리맨이다. 하지만 실상은 매우 문란한 게이이며 게이들은 센도라고 부른다. 변천에게 흑심을 품고 접근해 술 취한 척하며 천에게 오럴 섹스를 시키고는 오히려 천을 변태 취급한다. 천의 룸메이트인 박찬우에게도 접근해 찬우와도 섹스한다. 아마도 취향은 바텀인 듯.
- 박찬우

변천의 기숙사 룸메이트. 매우 밝히는 성격으로 기숙사 방에는 야동 CD와 자위하고 버린 휴지들이 널려있다. 윤대혁과 어떨결에 섹스를 하고 남자와의 섹스에 흥미를 느끼지만 본인은 게이가 아니라고 한다.
- 박훈

강간당할 뻔한 변천을 도와준다. 천의 부탁으로 천과 섹스를 한다. 천에게 호감을 느껴 집으로 데려와 함께 지낸다. 평소에 운동을 즐겨해 몸매가 상당히 좋고 얼굴도 핸섬해 인기가 좋다. 성향은 탑.
- 제리

박훈의 친구. 종로에선 인기가 별로 없지만 이태원에선 나름 인기가 있다. 옷차림에 상당히 신경 쓰는 편이다.
- 이지영

변천의 중, 고등학교 동창이다. 본인은 노멀이지만 본의 아니게 게이들과 엮인다. 잠깐 천과 사귀기도 한다.

## ISBN
- 《변태천사》 ISBN 978-89-957526-3-0